# Cầu diệp lobb
Cầu diệp lobb (danh pháp hai phần: Bulbophyllum lobbii) là một loài phong lan thuộc chi Bulbophyllum. Loài này phân bố ở Nam Á và Đông Nam Á.

## Hình ảnh

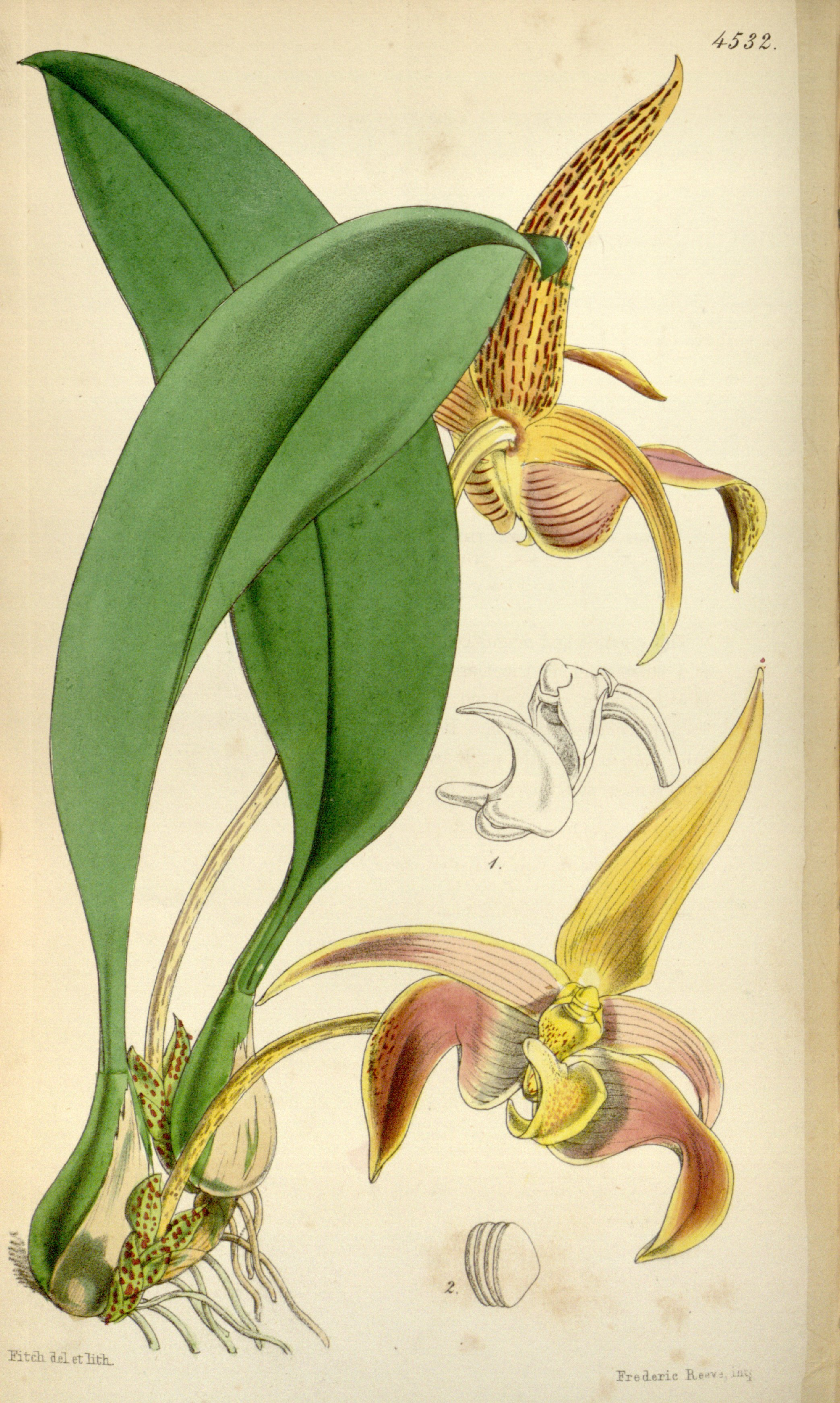
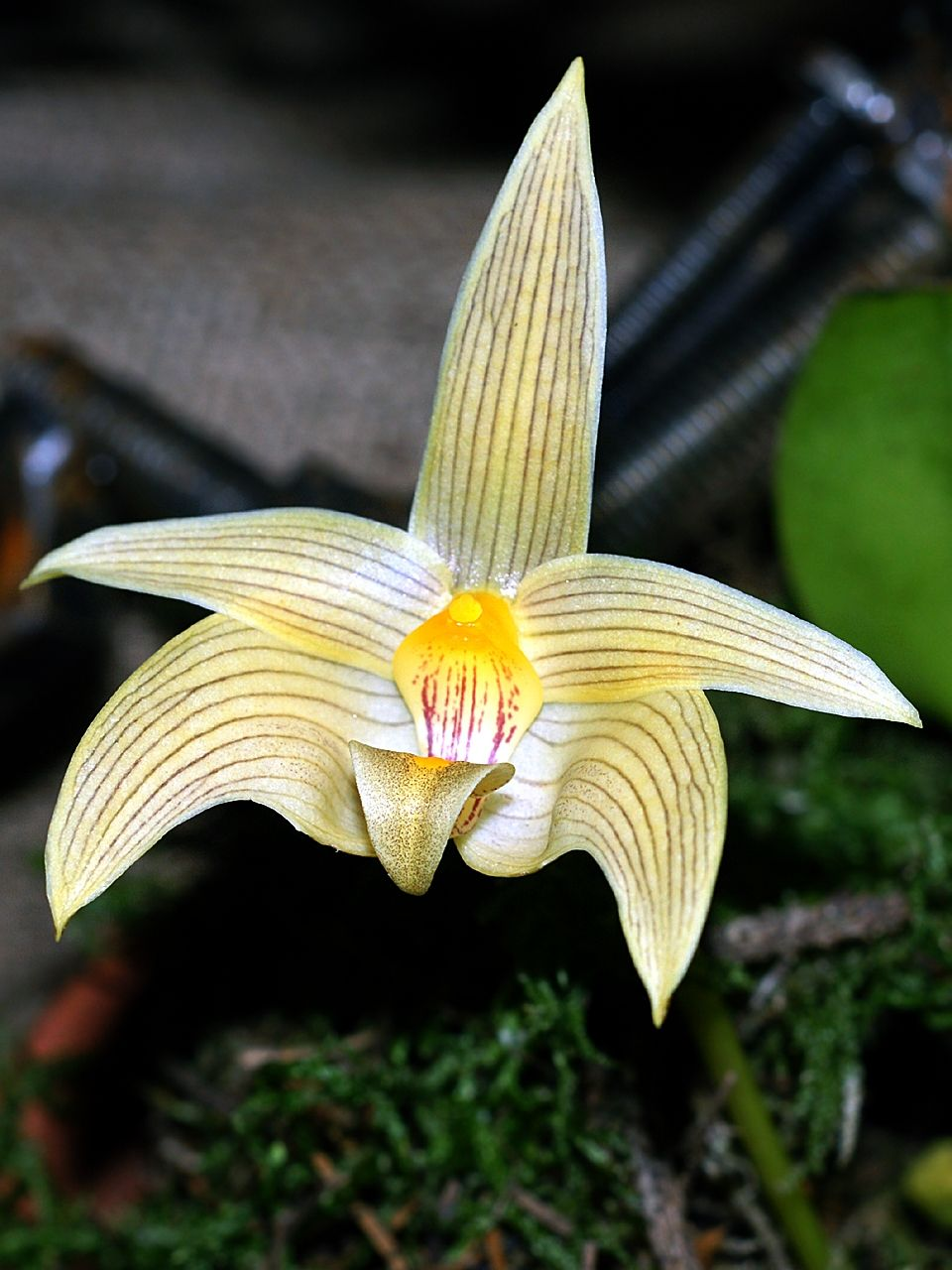
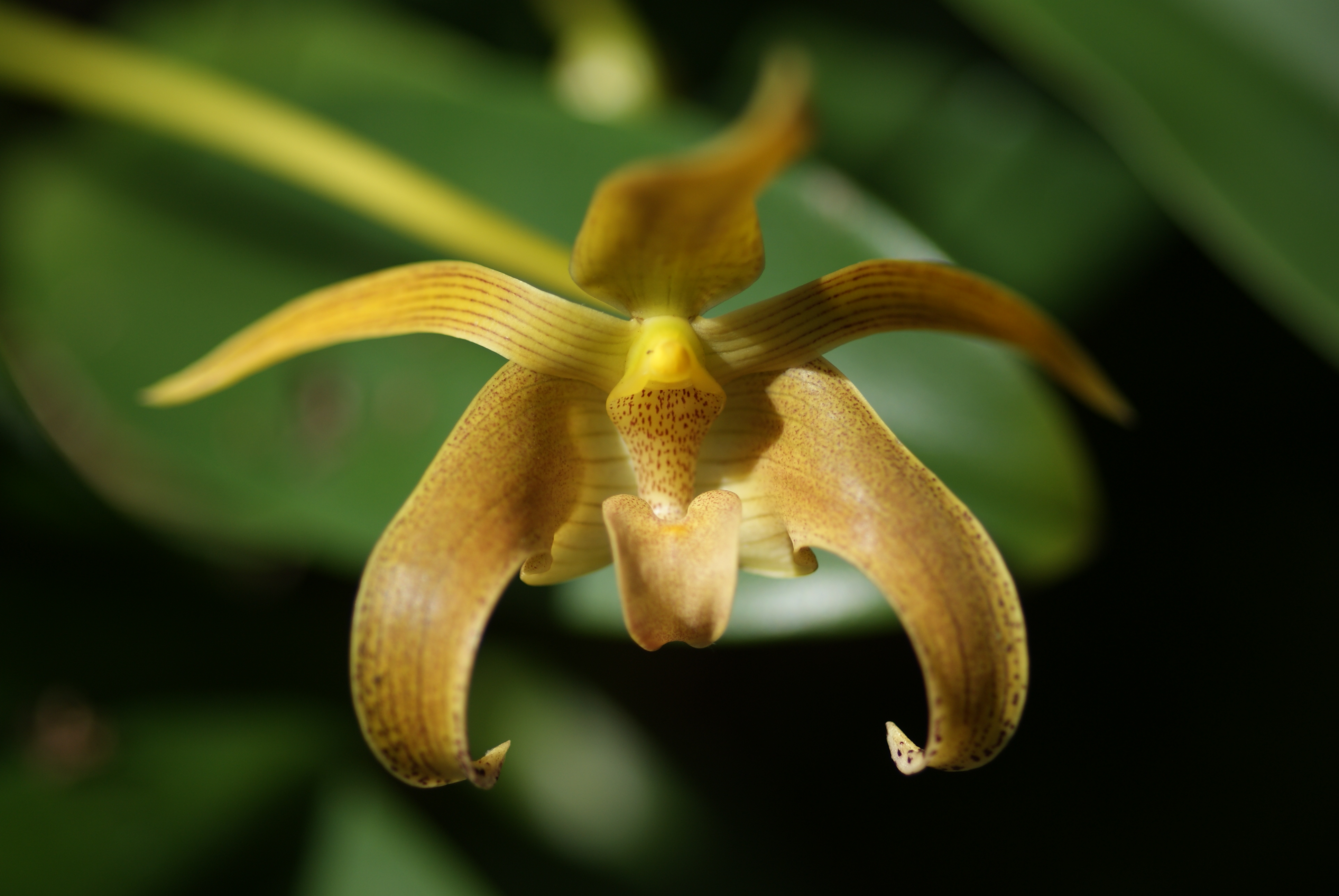
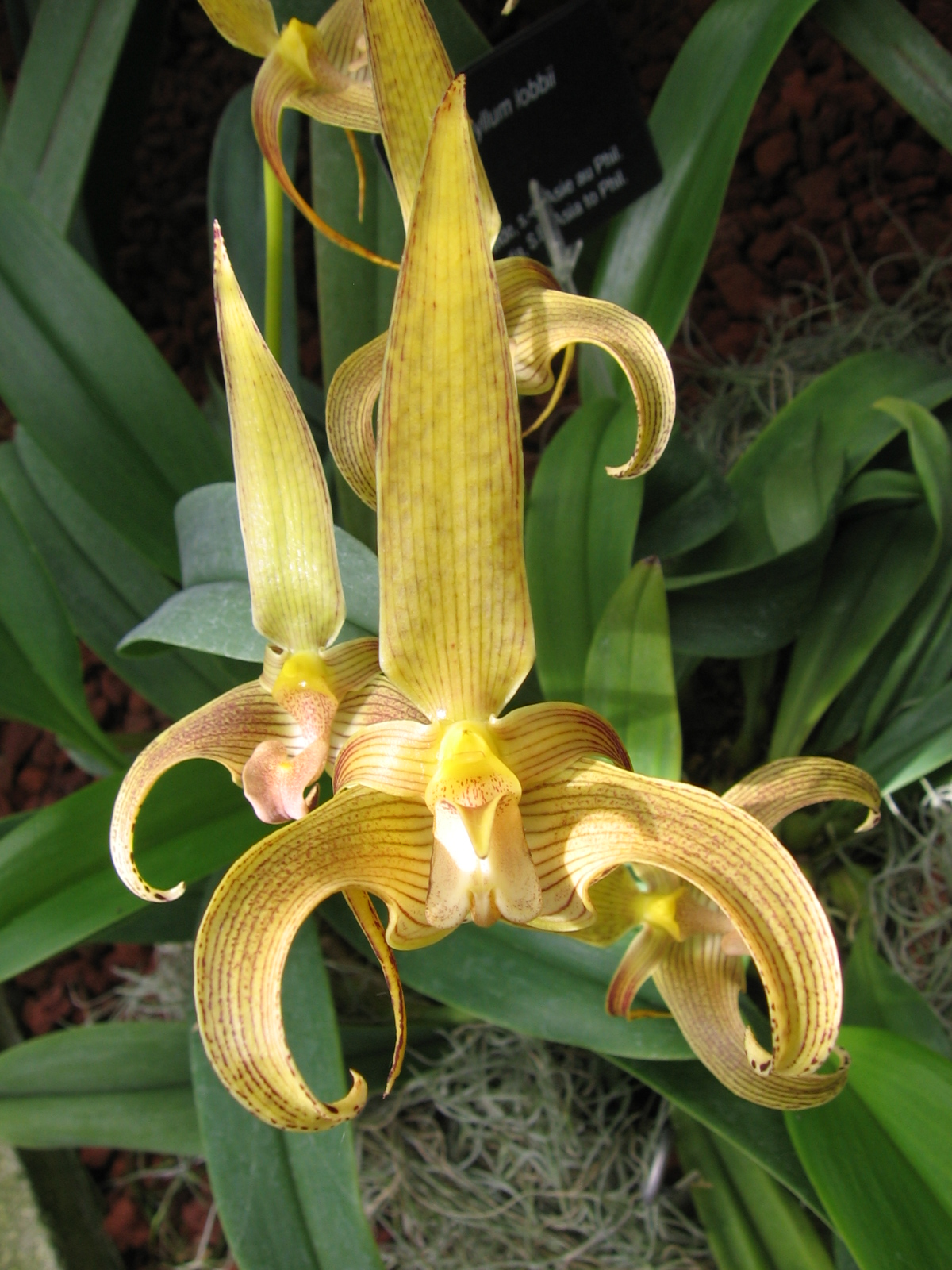